# FGF18
FGF18 (англ. Fibroblast growth factor 18) – білок, який кодується однойменним геном, розташованим у людей на короткому плечі 5-ї хромосоми. Довжина поліпептидного ланцюга білка становить 207 амінокислот, а молекулярна маса — 23 989.
| 10         |  | 20         |  | 30         |  | 40         |  | 50         |
| ---------- |  | ---------- |  | ---------- |  | ---------- |  | ---------- |
| MYSAPSACTC |  | LCLHFLLLCF |  | QVQVLVAEEN |  | VDFRIHVENQ |  | TRARDDVSRK |
| QLRLYQLYSR |  | TSGKHIQVLG |  | RRISARGEDG |  | DKYAQLLVET |  | DTFGSQVRIK |
| GKETEFYLCM |  | NRKGKLVGKP |  | DGTSKECVFI |  | EKVLENNYTA |  | LMSAKYSGWY |
| VGFTKKGRPR |  | KGPKTRENQQ |  | DVHFMKRYPK |  | GQPELQKPFK |  | YTTVTKRSRR |
| IRPTHPA    |  |            |  |            |  |            |  |            |

A: Аланін

C: Цистеїн

D: Аспарагінова кислота

E: Глутамінова кислота

F: Фенілаланін

G: Гліцин

H: Гістидин

I: Ізолейцин

K: Лізин

L: Лейцин

M: Метіонін

N: Аспарагін

P: Пролін

Q: Глутамін

R: Аргінін

S: Серин

T: Треонін

V: Валін

W: Триптофан

Кодований геном білок за функцією належить до факторів росту. 
Секретований назовні.